# Hospital de Clínicas de São Paulo

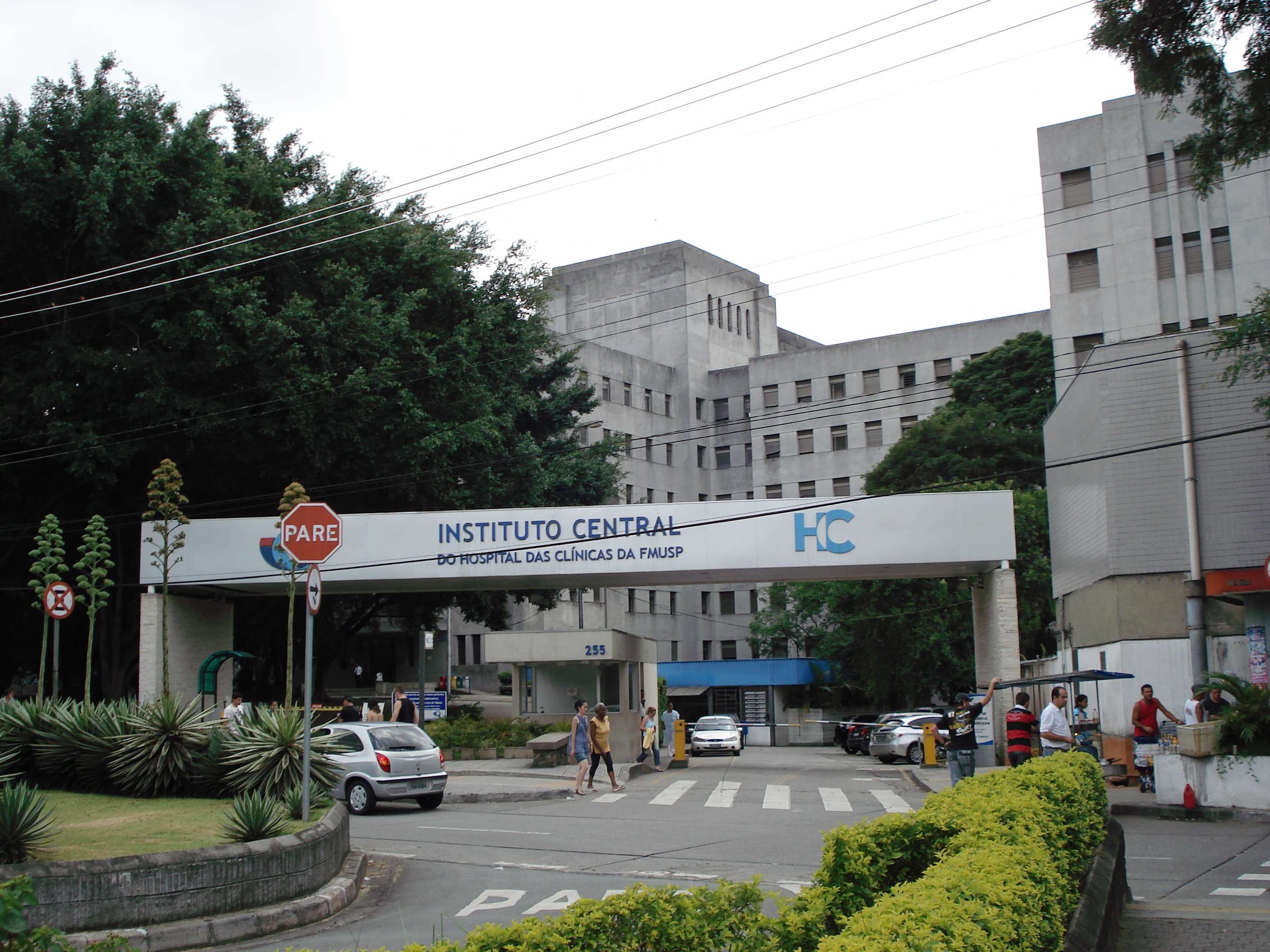
Entrada al Hospital de Clínicas de São Paulo.

El Hospital de Clínicas de la Facultad de Medicina de la Universidad de São Paulo (HCFMUSP), es el mayor y más importante complejo médico-hospitalario de América Latina y referencia internacional en diversas áreas.
Fue el primer hospital de Iberoamérica y hasta el momento, único hospital latinoamericano en formar parte de la M8 Alliance, prestigiosa agrupación académica de centros hospitalares del mundo.
Ocupa, actualmente, un área total de 600 mil metros cuadrados compuesta por siete institutos especializados (InCor, IC, ICr, InRad, IOT, IPq, LIM, InRea, ICESP) que juntos disponen de más de 2500 camas de internación. Recibe el nombre de Dr. Adhemar Pereira de Barros.

## Historia
La Facultad de Medicina y Cirugía de São Paulo fue establecida por la Ley N.º 1357 del 19 de diciembre de 1912, y reglamentada por el Decreto N.º 2344 de 21 de enero de 1913. Uno de los puntos más importantes de este proyecto fue el nombramiento de un experimento científico, con énfasis en clases prácticas en laboratorios y la práctica clínica en los diferentes servicios. La preocupación por esta investigación estuvo presente en las indicaciones que el médico, Arnaldo Vieira de Carvalho elegido para el cargo de director de la facultad, hizo la contratación de profesores para la nueva institución, provisionalmente ubicada en la Escuela Politécnica de São Paulo. Los principales esfuerzos de este primer período se destinaron a la construcción de instalaciones para el funcionamiento de la Facultad de Medicina. En este proceso fue muy importante la participación de la Fundación Rockefeller, especialmente con las actividades de investigación y mejora de las instalaciones de las sillas de anatomía, Histología, química, fisiología y patología.
La Fundación Rockefeller propuso un modelo de educación médica para la Facultad de Medicina que se basaba en puntos característicos, como: limitar el número de estudiantes, 80 por serie, la introducción de tiempo completo, especialmente para las disciplinas pre-clínicas con la intensificación de trabajo de laboratorio, la admisión de estudiantes a través de prueba, la organización de las disciplinas en el sistema de departamentos y la vinculación de las de la enseñanza clínica en un hospital universitario.
El tiempo completo era casi una realidad con la intersección de trabajo en las aulas de clase y de las dependencias de laboratorios en la calle Brigadier Tobias y en las actividades de enfermería de la Santa Casa. El énfasis en la investigación fue también una propuesta convergente con ese modelo. La disminución en el número de estudiantes fue a su vez una propuesta anterior de Arnaldo. El único cambio importante sería la creación del hospital escuela, negociado con el gobierno estadual.
En la fecha de conmemoración de la fundación de São Paulo, 25 de enero de 1920, se colocó la primera piedra fundamental de la sede de la Facultad de Medicina. La obra fue interrumpida durante la Revolución de 1930 y retomadas con los cambios en el directorio de la Facultad, en aquel año asumido por Ernesto de Souza Campos, que tuvo como director a su par Resende Puech.

### Laboratorios

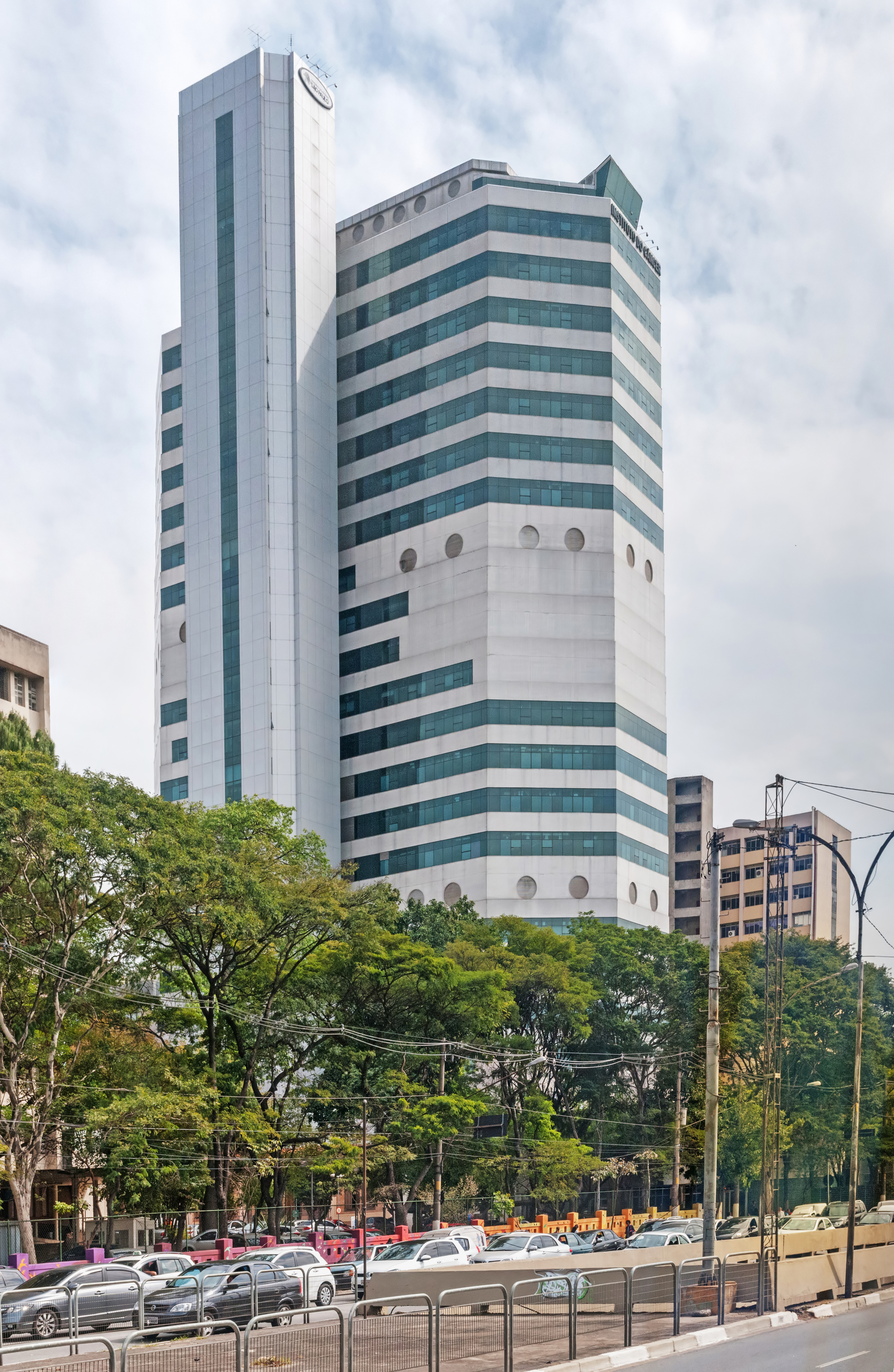
Instituto del Cáncer del Hospital de Clínicas de São Paulo.

La inauguración del edificio de laboratorios de la Facultad de Medicina y Cirugía de São Paulo, como se llamaba originalmente, tuvo lugar el 15 de marzo de 1931 bajo el mando de Sérgio de Paiva Meira Filho . Las actividades de la facultad tuvieron a partir de entonces un gran impulso y una mayor visibilidad, lo que se reflejó en la creciente demanda de sus cursos. Los asientos básicos fueron trasladados al nuevo edificio, pero las clínicas continuaron operando en otras instalaciones. Los médicos recién graduados comenzaron a ocupar espacios en las instituciones existentes, muchos en la Facultad y otros en la Hermandad de la Santa Casa de Misericordia de São Paulo, aumentando cada vez más las actividades torno a la salud y la investigación médica en el Estado de São Paulo.
El proceso de organización de la Facultad de Medicina, junto con los cambios en los gobiernos federales y estatales tendrían un fuerte impacto en el surgimiento del Hospital de Clínicas. La idea de la creación del Hospital fue dividida por algunos médicos de la época en tres ocasiones diferentes. La primera fue entre el año 1923 y 1926, en que se dieron las negociaciones sobre la firma del compromiso entre el Gobierno del Estado y la Fundación Rockefeller para la planificación e inicio de las obras. Ese tiempo podría extenderse hasta el año 1929 y 1930 entre la finalización del proyecto de construcción y la cancelación de la construcción del Hospital, como un período de establecimiento de prioridades para la enseñanza de base y para los trabajo de investigación de los profesores de la Facultad. El segundo fue entre los años de 1931 y 1938, cuando las actividades de atención médica continuaban siendo realizadas fuera de los espacios específicos de la Facultad y la finalización de las negociaciones para la construcción del hospital. Y la tercera entre los años de 1938 a 1944, cuando la idea de la Universidad ya estaba establecida en el ámbito académico de São Paulo, el proyecto del Hospital de Clínicas fue retomado, su construcción finalizada, el inicio de la transferencia de las clínicas de la Santa Casa, al nuevo edificio.
En São Paulo, el doctor Adhemar Pereira de Barros había sido designado interventor federal en abril de 1938. En sus actividades como gobernador prestó especial atención a la salud y dentro de esta, a la construcción de hospitales. 
Hasta ese momento la parte del gobierno estadual en el acuerdo para la construcción del hospital-escuela de la Facultad de Medicina no se había cumplido, a pesar de los repetidos intentos de los representantes de la Facultad. Ademar de Barros, por su parte, indicaba no sólo conocer bien la dimensión pedagógica de las actividades en un lugar específico que la formación médica en un hospital-escuela debe disponer, sino que también indicaba la pretensión de aumentar el espacio destinado a la atención médica de la población del Estado y concordó con la retoma de la construcción.

### Obras
La obra fue reanudada el 10 de octubre de 1938 con la ceremonia de colocación de la piedra fundamental por Ademar Pereira de Barros, que terminó con el acta de la misma, convirtiéndose en el punto inicial de la construcción. Luego cortó la cinta simbólica, inaugurando la avenida Ademar de Barros, hoy Avenida Dr. Eneas de Carvalho Aguiar.
En sus palabras, durante el discurso en la ceremonia de inauguración de las obras, dijo que la construcción del Hospital de Clínicas facilitaría "...la adopción, entre nosotros, del sistema de internados reconocido mundialmente hoy como la mejor organización para la formación de especialistas. " Valorizando también la creación del Hospital como un lugar de atención, diciendo: "No fue sólo una razón pedagógica que me impulsó a autorizar la construcción del Hospital de Clínicas. Fue también un imperativo social: la solución de la crisis nosocomial del Estado... Y el Hospital de Clínicas, con capacidad para cerca de 1.000 camas, es sin duda una valiosa ayuda para resolver el magno problema de la atención hospitalaria a los necesitados".
La construcción del Hospital de Clínicas fue iniciada bajo la supervisión de la Comisión de Instalación y Organización del Hospital de Clínicas, formada por los Secretarios de Educación y Salud Pública, Mário Guimarães de Barros Lins, el rector de la Universidad de São Paulo, Domingos Rubião Alves Meira, el director de la Facultad de Medicina, Ludgero da Cunha Motta y el médico, Odair Pacheco Pedroso. El edificio de hormigón armado tenía forma de "H" junto a un área física de 4.600 metros cuadrados, repartido en 11 plantas, con capacidad para 1.200 camas, 207 salas de enfermería, 17 quirófanos, 106 habitaciones de una a dos camas, 125 conjuntos sanitarios y otras 600 dependencias. 

### Inauguración
El Hospital de Clínicas fue inaugurado oficialmente el 19 de abril de 1944 por el interventor federal Fernando Corrêa da Costa, dentro de las celebraciones para conmemorar el aniversario del natalicio del presidente de la república Getúlio Vargas.
La ceremonia tuvo su inicio con la bajada de la cortina que cubría la placa que decía: "Hospital de Clínicas de la Facultad de Medicina de la Universidad de São Paulo, iniciado en el gobierno de Adhemar de Barros el 10 de octubre de 1938, siendo director de la Facultad de Medicina el profesor L. da Cunha Mota, concluido en el gobierno de Fernando Costa en abril de 1944, siendo director de la Facultad de Medicina el profesor Benedito Montenegro y del Consejo de Administración el profesor F. E. Godoy, jefe del Cuerpo Clínico".

## Estructura

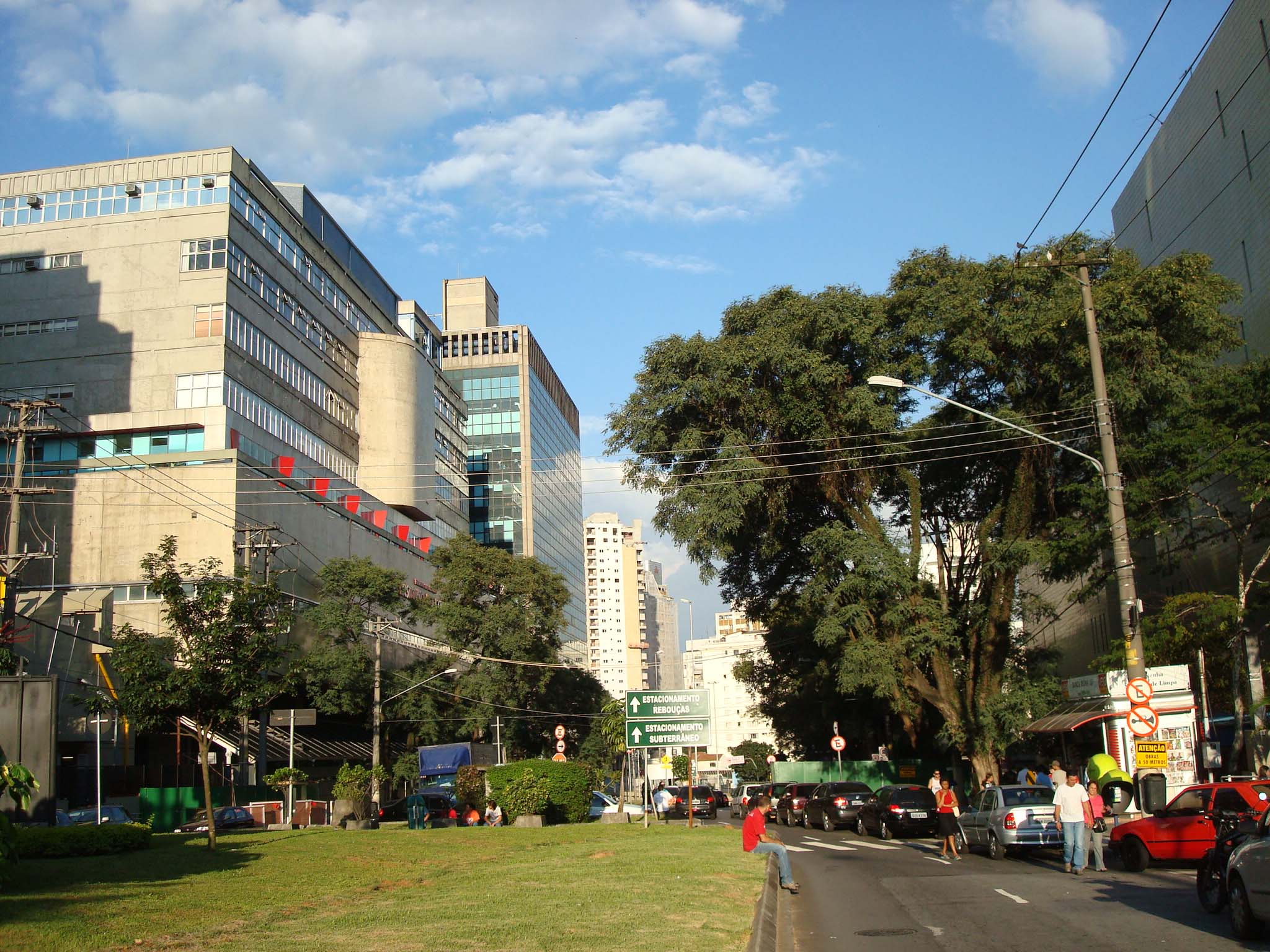
Panorama del Hospital de Clínicas de São Paulo.

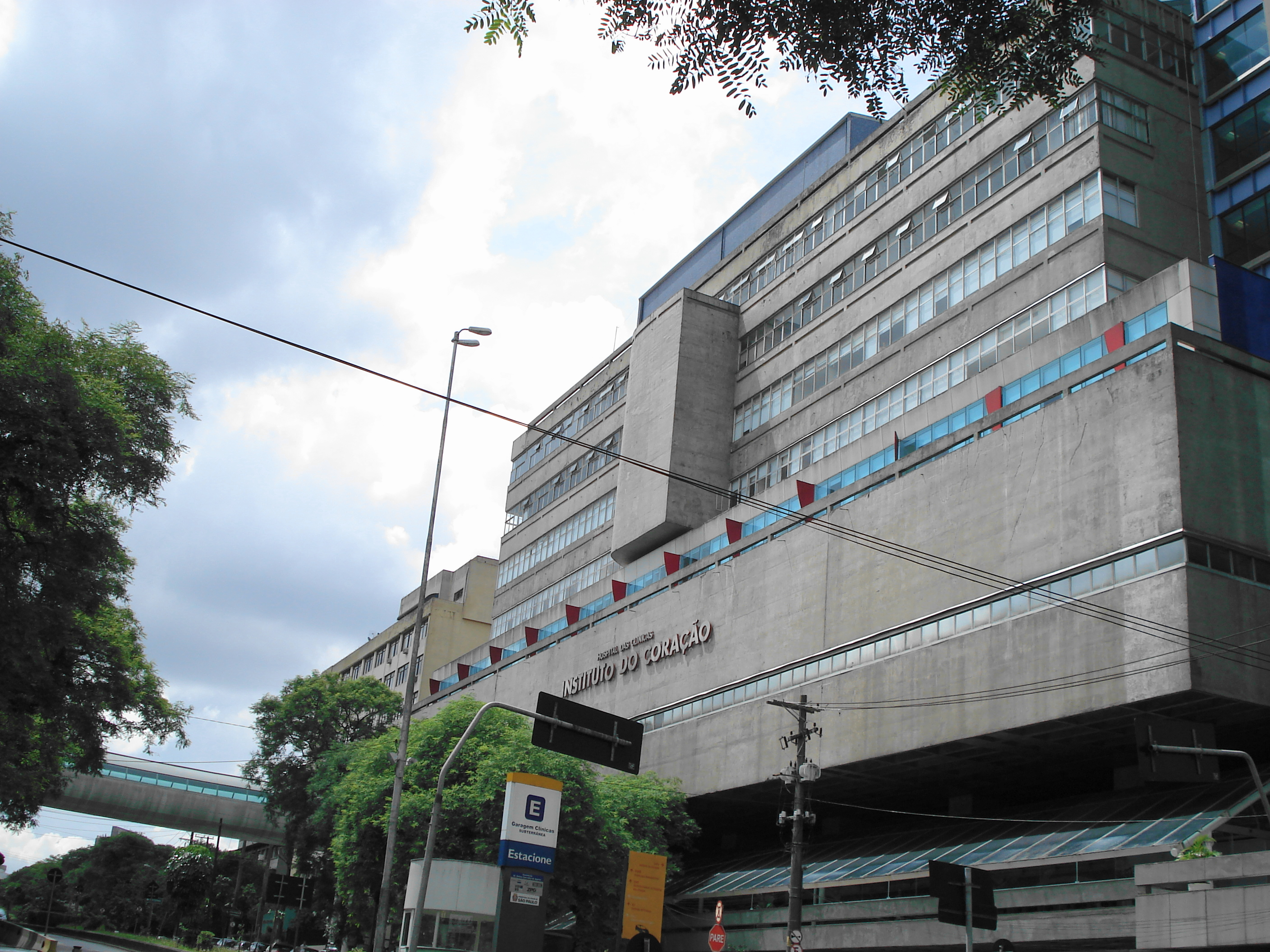
Instituto del Corazón del Hospital de Clínicas de São Paulo.

El HC-FMUSP está formado, actualmente, por siete institutos especializados, correspondientes a sus respectivos departamentos de la Facultad de Medicina, estos son:
- Instituto Central (IC)
- Instituto del Niño (ICr)
- Instituto de Ortopedia y Traumatología (IOT)
- Instituto de Psiquiatría (IPq)
- Instituto de Radiología (InRad)
- Instituto del Corazón (InCor)
- Laboratórios de Investigación Médica (LIM´s)
- Instituto del Cáncer

También son parte de la estructura del HC las siguientes unidades:
- Centro de Convenciones Rebouças (CCR)
- División de Medicina de Rehabilitación (DMR)
- Unidad Hospitalaria Auxiliar de Cotoxó (HAC)
- Unidad Hospitalaria Auxiliar de Suzano (HAS)

## Ubicación y acceso
Se encuentra en la Avenida Dr. Enéas de Carvalho Aguiar N.º 255, en el barrio de Cerqueira César, distrito de Consolação en la ciudad de São Paulo.
Posee acceso directo desde la Estación Clínicas de la Línea 2 - Verde del Metro de São Paulo.

## HCTV
El HCTV es el canal de televisión por Internet del Hospital de Clínicas y de la Facultad de Medicina de la Universidad de São Paulo (HC-FMUSP).
El mismo nació inspirado en la misión del HC y de la FMUSP: la de ser un espacio para debatir, educar e informar sobre diversos temas médicos, con base en la investigación de punta, en los estudios académicos, en el día a día de la sala de aulas y, más aún, en la prevención de enfermedades y en la promoción de la salud. 
El canal inaugura las actividades con la misión de ayudar en el intercambio de informaciones entre los profesionales del área y de llevar conocimiento sobre salud y calidad de vida a la población. 
El HCTV tiene una amplia grilla de programación audiovisual producida diariamente, entre programas periodísticos, entrevistas y curiosidades sobre el hospital.